# 2005 GZ186
2005 GZ186, também escrito como 2005 GZ186, é um objeto transnetuniano que está localizado no Cinturão de Kuiper, uma região do Sistema Solar. Este corpo celeste é classificado como um provável cubewano. Ele possui uma magnitude absoluta de 7,0 e tem um diâmetro estimado com 175 km.

## Descoberta
2005 GZ186 foi descoberto no dia 10 de abril de 2005 pelo astrônomo Marc W. Buie.

## Órbita
A órbita de 2005 GZ186 tem uma excentricidade de 0,129 e possui um semieixo maior de 43,830 UA. O seu periélio leva o mesmo a uma distância de 38,183 UA em relação ao Sol e seu afélio a 49,477 UA.